# Екс-Вільмор-Палі
Екс-Вільмор-Палі (фр. Aix-Villemaur-Pâlis) — муніципалітет у Франції, у регіоні Гранд-Ест, департамент Об. Екс-Вільмор-Палі утворено 1 січня 2016 року шляхом злиття муніципалітетів Екс-ан-От, Палі i Вільмор-сюр-Ванн. Адміністративним центром муніципалітету є Екс-ан-От. Населення — 3437 осіб (01.01.2021).